# Staatsmeisterschaft von Sergipe
Die Staatsmeisterschaft von Sergipe ist die Fußballmeisterschaft des Bundesstaates Sergipe (portugiesisch: Campeonato Sergipano de Futebol) in Brasilien. Sie wird seit 1918 jährlich mit einigen Ausnahmen ausgetragen. Organisiert wurde die Meisterschaft in ihren ersten Jahren in der Liga Sergipana de Esportes Atléticos, die 1926 vom Landesverband der Federação Sergipana de Futebol (FSF) ersetzt worden ist.
Rekordmeister ist der Club Sportivo Sergipe aus der Landeshauptstadt Aracaju mit 37 Titeln.

## Sieger
| Rekordmeister: CS Sergipe | 0 | 37 Titel | CS Sergipe (Aracaju)                                                                                                |
| Rekordmeister: CS Sergipe | 0 | 24 Titel | AD Confiança (Aracaju)                                                                                              |
| Rekordmeister: CS Sergipe | 0 | 11 Titel | AO Itabaiana |
| Rekordmeister: CS Sergipe | 0 | 06 Titel | Cotinguiba EC (Aracaju)                                                                                             |
| Rekordmeister: CS Sergipe | 0 | 05 Titel | SC Santa Cruz (Estância)                                                                                            |
| Rekordmeister: CS Sergipe | 0 | 04 Titel | Vasco EC (Aracaju)                                                                                                  |
| Rekordmeister: CS Sergipe | 0 | 03 Titel | Olímpico Pirambu FC (ehemals Olímpico FC) (Aracaju) Palestra FC (Aracaju)                                           |
| Rekordmeister: CS Sergipe | 0 | 02 Titel | Ipiranga FC (Maruim) América FC (Propriá) SE River Plate (Carmópolis)                                               |
| Rekordmeister: CS Sergipe | 0 | 01 Titel | Industrial FC (Aracaju) Riachuelo FC Passagem FC (Neópolis) AC Lagartense (Lagarto) AD Frei Paulistano (Frei Paulo) |

## Meisterschaftshistorie
| Meister 2025: AD Confiança | 0 | - 2025 AD Confiança - 2024 AD Confiança - 2023 AO Itabaiana - 2022 CS Sergipe - 2021 CS Sergipe - 2020 AD Confiança - 2019 AD Frei Paulistano - 2018 CS Sergipe - 2017 AD Confiança - 2016 CS Sergipe - 2015 AD Confiança - 2014 AD Confiança - 2013 CS Sergipe - 2012 Ipiranga FC - 2011 SE River Plate - 2010 SE River Plate - 2009 AD Confiança - 2008 AD Confiança - 2007 América FC - 2006 Olímpico Pirambu FC - 2005 AO Itabaiana - 2004 AD Confiança - 2003 CS Sergipe - 2002 AD Confiança - 2001 AD Confiança - 2000 CS Sergipe & AD Confiança - 1999 CS Sergipe - 1998 AC Lagartense - 1997 Olímpica de Itabaiana - 1996 CS Sergipe - 1995 CS Sergipe - 1994 CS Sergipe - 1993 CS Sergipe - 1992 CS Sergipe - 1991 CS Sergipe - 1990 AD Confiança - 1989 CS Sergipe - 1988 AD Confiança - 1987 Vasco EC - 1986 AD Confiança - 1985 CS Sergipe - 1984 CS Sergipe - 1983 AD Confiança - 1982 Olímpica de Itabaiana & CS Sergipe - 1981 Olímpica de Itabaiana - 1980 Olímpica de Itabaiana - 1979 Olímpica de Itabaiana - 1978 Olímpica de Itabaiana - 1977 AD Confiança - 1976 AD Confiança - 1975 CS Sergipe - 1974 CS Sergipe - 1973 Olímpica de Itabaiana - 1972 CS Sergipe - 1971 CS Sergipe - 1970 CS Sergipe - 1969 Olímpica de Itabaiana - 1968 AD Confiança - 1967 CS Sergipe - 1966 América FC - 1965 AD Confiança - 1964 CS Sergipe - 1963 AD Confiança - 1962 AD Confiança - 1961 CS Sergipe - 1960 SC Santa Cruz - 1959 SC Santa Cruz - 1958 SC Santa Cruz - 1957 SC Santa Cruz - 1956 SC Santa Cruz - 1955 CS Sergipe - 1954 AD Confiança - 1953 Vasco EC - 1952 Cotinguiba EC - 1951 AD Confiança - 1950 Passagem FC - 1949 Palestra FC - 1948 Vasco EC - 1947 Olímpico FC - 1946 Olímpico FC - 1945 Ipiranga FC - 1944 Vasco EC - 1943 CS Sergipe - 1942 Cotinguiba EC - 1941 Riachuelo FC - 1940 CS Sergipe - 1939 Ipiranga FC - 1938 Meisterschaft nicht ausgetragen - 1937 CS Sergipe - 1936 Cotinguiba EC - 1935 Palestra FC - 1934 Palestra FC - 1933 CS Sergipe - 1932 CS Sergipe - 1931 Meisterschaft nicht ausgetragen - 1930 Meisterschaft nicht ausgetragen - 1929 CS Sergipe - 1928 CS Sergipe - 1927 CS Sergipe - 1926 Meisterschaft nicht ausgetragen - 1925 Meisterschaft nicht ausgetragen - 1924 CS Sergipe - 1923 Cotinguiba EC - 1922 CS Sergipe - 1921 Industrial FC - 1920 Cotinguiba EC - 1919 Meisterschaft nicht ausgetragen - 1918 Cotinguiba EC |